# Pfaffenloch

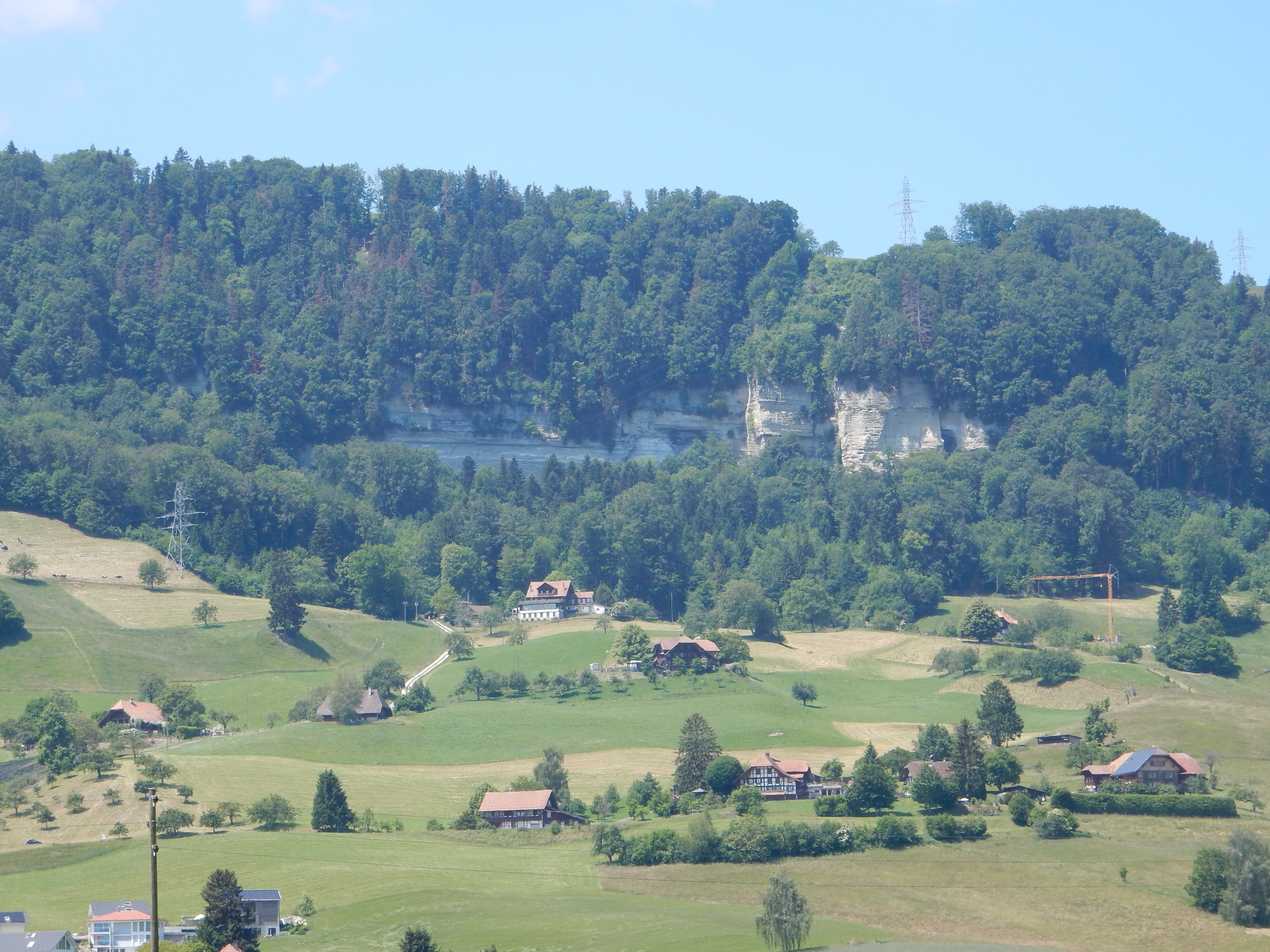
Die Sandsteinfluh von Guetebrünne

Das Pfaffenloch ist eine Höhle in einer Sandsteinfluh in der Schweizer Gemeinde Toffen bei Bern. Sie ist teilweise begehbar und liegt am Gürbetaler Höhenweg zwischen Niedermuhlern und Guetebrünne (Gutenbrünnen) auf einer Höhe von 781 Metern. Der Aufstieg von Guetebrünne dauert etwa eine Viertelstunde.
Im Jahre 1072 lebten im Pfaffenloch die beiden Mönche Ulrich und Cuno, die Erbauer des Cluniazenser Klosters Rüeggisberg.
Gemäss einer Legende haben die als besonders fromm geltenden Cluniazensermönche von Rüeggisberg im Pfaffenloch wilde Feste gefeiert. Eine andere Überlieferung im Buch «Magisches Bernbiet» erzählt von Druiden, die das Pfaffenloch in der Zeit der Kelten als Kultusstätte genutzt haben sollen.
Im Sommer 2013 ist die Höhle teilweise eingestürzt und seither nicht mehr gut zugänglich.
November 2017: der Zugangsweg ist wegen Steinschlaggefahr gesperrt; der Höhleneingang sieht beeinträchtigt aus.